# El Limón de Guadalupe
El Limón de Guadalupe är en ort i Mexiko.   Den ligger i kommunen Tlapehuala och delstaten Guerrero, i den södra delen av landet, 200 km sydväst om huvudstaden Mexico City. El Limón de Guadalupe ligger 272 meter över havet och antalet invånare är 182.
Terrängen runt El Limón de Guadalupe är varierad. Runt El Limón de Guadalupe är det ganska glesbefolkat, med 48 invånare per kvadratkilometer. Närmaste större samhälle är Tlapehuala, 2,4 km väster om El Limón de Guadalupe. I omgivningarna runt El Limón de Guadalupe växer huvudsakligen savannskog.